# Krabbätarräv
Krabbätarräv, krabbräv eller majkong (Cerdocyon thous) är ett rovdjur i familjen hunddjur. Den är den enda arten i sitt släkte och enligt Wilson & Reeder (2005) skiljs mellan 6 underarter.

## Utseende
I kroppsform och storlek liknar denna art de flesta rävar. Kroppen har en längd av 57 till 78 centimeter och svansen är nästan 22 till 41 centimeter lång. Pälsen är på ovansidan gråbrun (ibland med orange skugga) och på buken krämfärgade till vit. Vid ansiktet och vid extremiteterna är pälsen ibland rödaktig. Svansen är mörkgrå till mörkbrun och har ofta en svart spets. Vikten varierar från 4,5 till 8,5 kg och mellan hannar och honor finns inga påfallande skillnader i storlek och utseende.

## Utbredning och habitat
Krabbätarräven förekommer i skogar i Sydamerika. Den lever öster om Anderna och norr om Patagonien. Utbredningsområdet sträcker sig från Colombia och Venezuela i norr längs kusten till provinsen Entre Ríos i Argentina. I bergstrakter hittas den vanligen upp till 2 000 m över havet (sällan upp till 3 000 m). Den vistas både i regnskogar och i tempererade skogar men undviker vanligen det stora Amazonområdet. Krabbätarräven lever även i savannen och mangrove, i buskmarker och på jordbruksmark.

## Ekologi
På grund av artens namn kan man tro att djuret livnär sig uteslutande av krabbor men dessa är bara en del av dess föda. Krabbätarräven är en allätare som jagar gnagare, fåglar, groddjur, ödlor och fiskar samt tar växter som bär och frukter. Jakten på gnagare liknar rödrävens jakt med en eller flera snabba skutt på bytet. I sällsynta fall dödas höns eller ett lamm från en gård.
Denna art är aktiv på natten och lever monogamt. När ungarna nästan är könsmogna syns ibland mindre grupper av upp till 5 individer vid jakten. Beroende på tillgång till föda och andra faktorer har de ett 1 km² till 10 km² stort revir. När parningen äger rum beror på utbredningsområde och i vissa regioner som Venezuela kan de para sig hela året. Dräktigheten varar i genomsnitt 56 dagar och ungarna väger mellan 120 och 160 gram vid födelsen. Födelsen sker i lyan som vanligen övertas av andra däggdjur som bältdjur. En kull består av två till sex ungar (genomsnitt 2,5) som uppfostras av bägge föräldrar. Unga krabbätarrävar visar sig efter cirka 28 dagar för första gången utanför lyan och efter ungefär fem månader slutar honan med digivning. Efter cirka nio månader är ungarna könsmogna och de lämnar efter 18 till 24 månader sina föräldrar.
Artens naturliga fiender utgörs av stora ormar och förvildade tamhundar samt möjligen av jaguar, puma och kajmaner. Den äldsta kända vilda individen var något över nio år gammal.

## Bevarandestatus
Krabbätarräven jagas av Sydamerikas ursprungsbefolkning sällan för köttets skull och i tider med brist på mer uppskattade pälsar även för pälsens skull. Arten hittas i många djurparker där den förökar sig bra.
Arten är allmänt vanlig i hela sitt utbredningsområde och beståndet anses vara stabilt. Den listas därför av IUCN som livskraftig (LC).